# 土市站
土市站（日语：／ Doichi eki */?）是位於新潟縣十日町市新宮，東日本旅客鐵道（JR東日本）的飯山線車站。

## 歷史
- 1929年（昭和4年）9月1日：飯山鐵道 越後田澤站至十日町站之間開通，此站啟用[1]。
- 1944年（昭和19年）6月1日：隨著飯山鐵道國有化，飯山鐵道編入至運輸通信省（後來為日本國有鐵道）飯山線。
- 1982年（昭和57年）11月1日：成為簡易委託車站[1]。
- 1987年（昭和62年）4月1日：伴隨國鐵分割民營化，車站由東日本旅客鐵道（JR東日本）營運。
- 1991年（平成3年）：成為無人車站[1]。
- 2000年（平成12年）12月：現時的車站大樓落成[1]。
- 2015年（平成27年）：由越後妻有大地藝術祭（日语：大地の芸術祭 越後妻有アートトリエンナーレ），設置台灣繪本作家幾米的「忘記親一下」主題裝置藝術[2]。

## 車站構造
車站是一座地面車站，設有1面1線的單式月台。此站另外曾經設有1面2線的島式月台。
此站是由十日町站管理的無人車站。現時的車站大樓在2000年（平成12年）12月啟用，大樓內只有候車室，沒有廁所。

## 車站周邊
- JA十日町 水澤分店
- 國道117號（日语：国道117号）
- 土市郵局（日语：土市郵便局）

## 相鄰車站
東日本旅客鐵道（JR東日本）
■飯山線
越後水澤－土市－十日町

## 注腳
1. 1 2 3 4 5 6 7 8 9 10 11 12 13  . 週刊朝日百科. 21号 新潟駅・弥彦駅・津南駅ほか. 朝日新聞出版. 2012-12-30: 27 （日语）.
2. ↑  . ETtoday新聞雲. 2015-06-20  [2020-11-24]. （原始内容存档于2016-01-26）.

## 外部連結
- 車站資訊（土市）：東日本旅客鐵道（日語）